# Březová (Berouni járás)
Březová település Csehországban, a Berouni járásban. Březová Bzová, Točník, Hředle és Broumy településekkel határos. Lakosainak száma 339 fő (2024. január 1.).

## Népesség
A település lakosságának változását az alábbi diagram mutatja:
| Lakosok száma | 346  | 354  | 452  | 337  | 260  | 271  | 311  | 339  | 338  | 339  |
|               | 1869 | 1900 | 1921 | 1961 | 1980 | 2011 | 2016 | 2019 | 2021 | 2024 |